# مطبخ يوناني

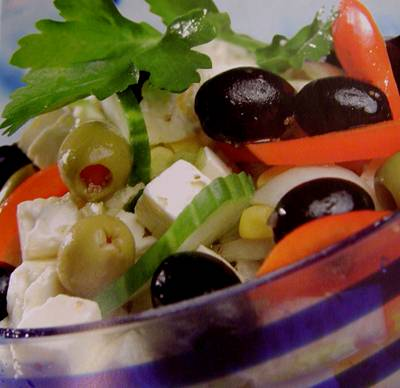
سلطة يونانية تقليدية.

المطبخ اليوناني أو المطبخ التقليدي لليونان هو مطبخ البحر الأبيض المتوسط المثاليِ، يتشارك بخصائص مع مطابخ إيطاليا، دول البلقان، الأناضول، والشرق الأوسط.
فن الطبخ اليوناني المعاصر يتكون من زيت الزيتون و الخضارِ و الأعشابِ و الحبوبِ و الخبزِ، نبيذ، سمك، و اللحوم المختلفة، بضمن ذلك الدواجن والأرانب تعتبر كمكونات مثالية في المطبخ اليوناني. إنّ الحلويات مسيطرة بالبندق والعسل.